# ジョン・ライアン (第5代ストラスモア＝キングホーン伯爵)

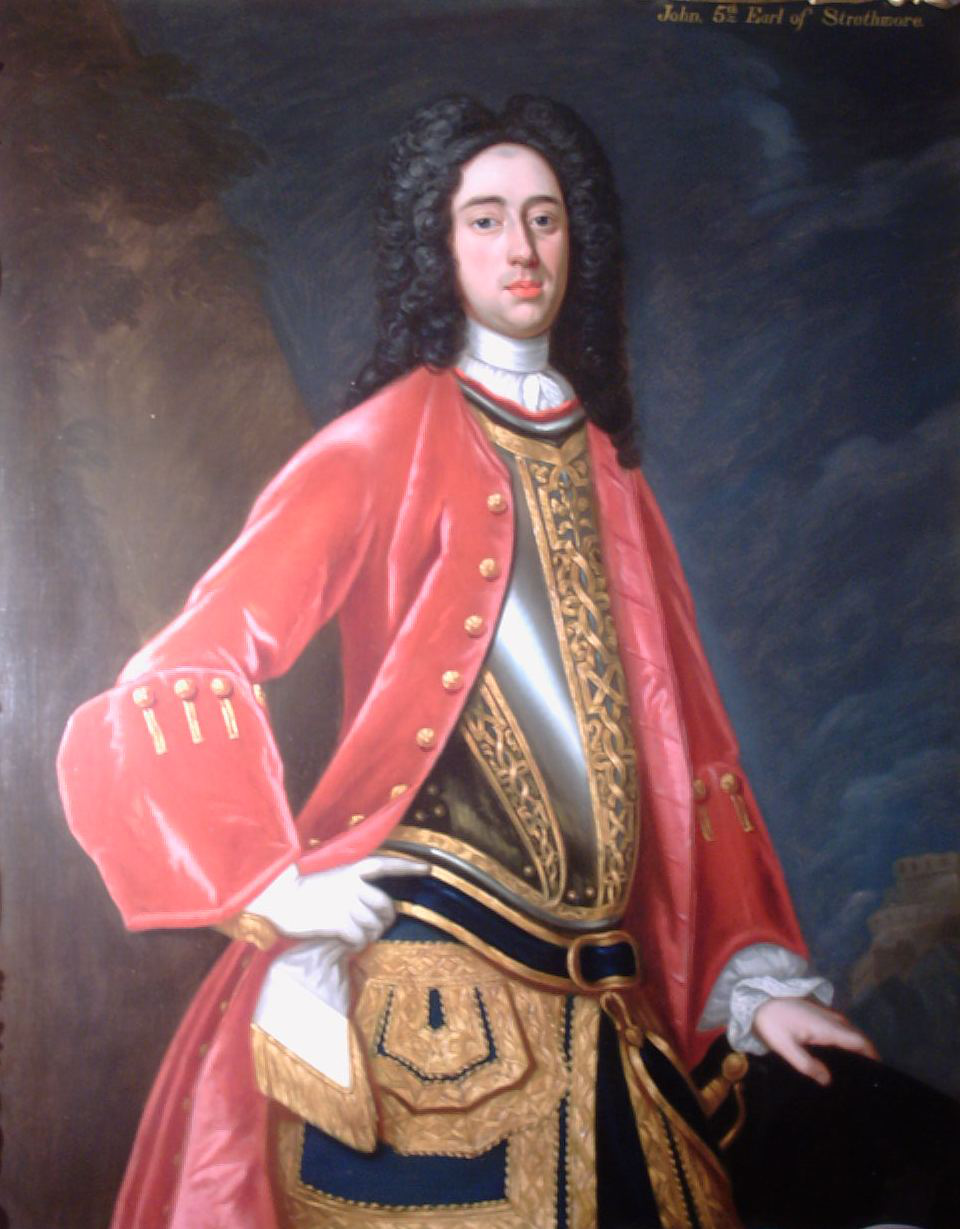
第5代ストラスモア＝キングホーン伯爵

第5代ストラスモア＝キングホーン伯爵ジョン・ライアン（英語: John Lyon, 5th Earl of Strathmore and Kinghorne、1693年以降 – 1715年11月13日 シェリフミュア）は、スコットランド貴族。1712年にグラームズ卿の儀礼称号を使用した。ジャコバイトであり、1715年ジャコバイト蜂起で戦死した。

## 生涯
第4代ストラスモア＝キングホーン伯爵ジョン・ライアンとエリザベス・スタンホープ（第2代チェスターフィールド伯爵フィリップ・スタンホープの娘）の三男として生まれた。兄パトリック（1709年以前に死去）とフィリップ（1712年3月18日没）が早世した後、父が1712年5月10日に死去すると、ストラスモア＝キングホーン伯爵の爵位を継承した。
1715年ジャコバイト蜂起ではジャコバイトとしてマッキントッシュ・オブ・ボーラムの軍勢に従軍、続いてパースでマー伯爵の軍勢に合流したが、同年11月13日のシェリフミュアの戦いで戦死した。生涯未婚だったため、弟チャールズが爵位を継承した。